# Laura Montalvo
Laura Montalvo (Buenos Aires, 29 marzo 1976) è un'ex tennista argentina.

## Carriera
In carriera ha vinto 9 titoli di doppio. Nei tornei del Grande Slam ha ottenuto il suo miglior risultato raggiungendo i quarti di finale di doppio a Wimbledon nel 1998 e all'Open di Francia nel 2000.
In Fed Cup ha disputato un totale di 18 partite, collezionando 11 vittorie e 7 sconfitte.

## Statistiche

### Doppio

#### Vittorie (9)
| Numero | Anno             | Torneo                                       | Superficie  | Compagna         | Avversarie in finale                           | Punteggio     |
| 1.     | 5 maggio 1996    | Croatian Bol Ladies Open, Vallo della Brazza | Terra rossa | Paola Suárez     | Alexia Dechaume-Balleret Alexandra Fusai       | 6-7, 6-3, 6-4 |
| 2.     | 4 maggio 1997    | Croatian Bol Ladies Open, Vallo della Brazza | Terra rossa | Henrieta Nagyová | María José Gaidano Marion Maruska              | 6-3, 6-1      |
| 3.     | 3 maggio 1998    | Croatian Bol Ladies Open, Vallo della Brazza | Terra rossa | Paola Suárez     | Joannette Kruger Mirjana Lučić                 | forfait       |
| 4.     | 12 luglio 1998   | WTA Austrian Open, Maria Lankowitz           | Terra rossa | Paola Suárez     | Tina Križan Katarina Srebotnik                 | 6-1, 6-2      |
| 5.     | 18 luglio 1999   | Orange Warsaw Open, Sopot                    | Terra rossa | Paola Suárez     | Gala León García María Antonia Sánchez Lorenzo | 6-4, 6-3      |
| 6.     | 10 ottobre 1999  | Brasil Open, San Paolo                       | Terra rossa | Paola Suárez     | Janette Husárová Florencia Labat               | 6-7, 7-5, 7-5 |
| 7.     | 13 febbraio 2000 | Copa Colsanitas, Bogotà                      | Terra rossa | Paola Suárez     | Rita Kuti-Kis Petra Mandula                    | 6-4, 6-2      |
| 8.     | 20 febbraio 2000 | Brasil Open, San Paolo                       | Terra rossa | Paola Suárez     | Janette Husárová Florencia Labat               | 5-7, 6-4, 6-3 |
| 9.     | 16 luglio 2000   | WTA Austrian Open, Klagenfurt am Wörthersee  | Terra rossa | Paola Suárez     | Barbara Schett Patty Schnyder                  | 7-6, 6-1      |

### Doppio

#### Finali perse (5)
| Numero | Anno             | Torneo                                       | Superficie  | Compagna               | Avversarie in finale                | Punteggio     |
| 1.     | 26 aprile 1998   | Hungarian Grand Prix, Budapest               | Terra rossa | Cătălina Cristea       | Virginia Ruano Pascual Paola Suárez | 6-4, 1-6, 1-6 |
| 2.     | 21 febbraio 1999 | Copa Colsanitas, Bogotà                      | Terra rossa | Paola Suárez           | Seda Noorlander Christína Papadáki  | 4-6, 6-7      |
| 3.     | 25 aprile 1999   | Hungarian Grand Prix, Budapest               | Terra rossa | Virginia Ruano Pascual | Evgenija Kulikovskaja Sandra Načuk  | 3-6, 4-6      |
| 4.     | 11 luglio 1999   | WTA Austrian Open, Pörtschach am Wörther See | Terra rossa | Olga Lugina            | Silvia Farina Elia Karina Habšudová | 4-6, 4-6      |
| 5.     | 25 febbraio 2001 | Copa Colsanitas, Bogotà                      | Terra rossa | Paola Suárez           | Tathiana Garbin Janette Husárová    | 4-6, 6-2, 4-6 |